# Artbook japonés (anime-manga)
Se da el nombre artbook (artbuk) a ediciones de libros japoneses que buscan mostrar el diseño, coloreo, ambientación, trazo, concepto y/o proceso de creación de una obra de anime, manga o videojuegos aunque no se limita a estos. Estos son comprados por fans y coleccionistas ya que pueden ser un incentivo para aspirantes de la industria multimedia japonesa y/o tener un alto precio si es una edición de coleccionismo (ya que estos son difíciles de conseguir) esto generan ingresos para alguna empresa de tal industria o algún artista que trabaje en esta.
por ejemplo el artbook del videojuego The Elder Scrolls V: Skyrim llamado Art of Skyrim se ha vuelto uno de los artbook más difíciles de encontrar ya que ni siquiera ha sido publicado.
No hay una estrategia fija para realizar artbook haciendo que prácticamente cada uno sea distinto a otro, pero en general las imágenes son el punto central de estos teniendo en muchos casos líneas de texto a modo de información sobre el personaje dibujado, alguna escena o datos de como se desarrolla la historia.
en algunos casos los artbook son digitalizados tanto por la comodidad del lector como la economía de la empresa que los fabrica

## Tipos de artbook
No existe una división clara, ya que al solo tener que usar gráficos y poder hacerlos con gran libertad creativa no está limitado a algún canon específico.
En general los artbook que se centran en personajes intentan mostrar la personalidad de estos a través de las acciones que se dibujan y los gestos fáciles ilustrados. Algunos muestran el arte final del personaje, en otros muestran los trazos de desarrollo previo e incluso bocetos, también muestran como se relaciona con otros personajes. Adicionalmente agregan información como historia, concept-arts o pequeñas historias. 
También existen los artbook especializados en fondos de animación estos tienen ilustraciones que muestran como con la paleta y los trazos los planos y la perspectiva se cambia la atmósfera y el estado de ánimo y mejora la atmósfera del anime que se va a hacer. Complementando, aunque no de manera directa existen libros con fotografías de planos y lugares producidos por fotógrafos que se usan como referencia para dibujar fondos de anime y manga.
Incluso puede haber artbook mixtos como lo serían los que intentan mostrar el proceso de creación tanto de los personajes como de los fondos.